# El dolor del pachá
El dolor del pachá es un cuadro creado por el pintor francés Jean-Léon Gérôme en 1885. Este óleo sobre lienzo se encuentra en el Museo de Arte Joslyn, Omaha, Nebraska, Estados Unidos. Entró en sus colecciones tras una donación en 1990.

## Descripción
La pintura representa a un hombre vestido con un turbante verde y caftán rojo sentado con las piernas cruzadas sobre la alfombra de un rico palacio islámico con un gran tigre muerto delante, al que observa con melancolía. Es la representación del luto de un pachá por haber perdido a su mascota.
El animal yace en el centro de la escena, con la cabeza apoyada sobre una almohada de flores frescas y el cuerpo enmarcado por dos imponentes candelabros y un incensario.
La firma del artista "JL GEROME" se encuentra en el pie del candelabro situado más a la izquierda.

## Inspiración
A Gérôme le gustaba pintar escenas orientalistas. Encontró inspiración para este tema en un poema de Victor Hugo del mismo nombre incluido en su Les Orientales de 1829. El autor describe al pachá descuidando todo para entregarse al duelo provocado por la muerte de su amado animal.
“¿Qué le pasa a este pachá, a quien la guerra reclama?
¿Y que, triste y soñador, llora como una mujer?
Su tigre nubio murió. »

La arquitectura debe recordar el Oriente pero el artista copió el fondo del Patio de los Leones de la Alhambra. Los candelabros son uno de estilo turco otomano y el otro de estilo safávida iraní.  El atuendo del gobernador se acerca al de su retrato de Markos Botsaris.

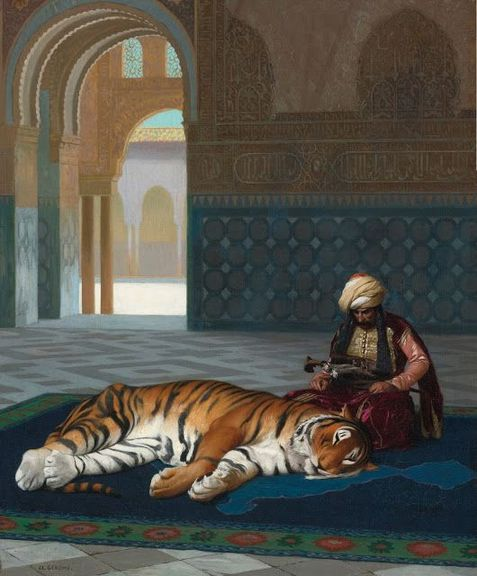
El tigre muerto.
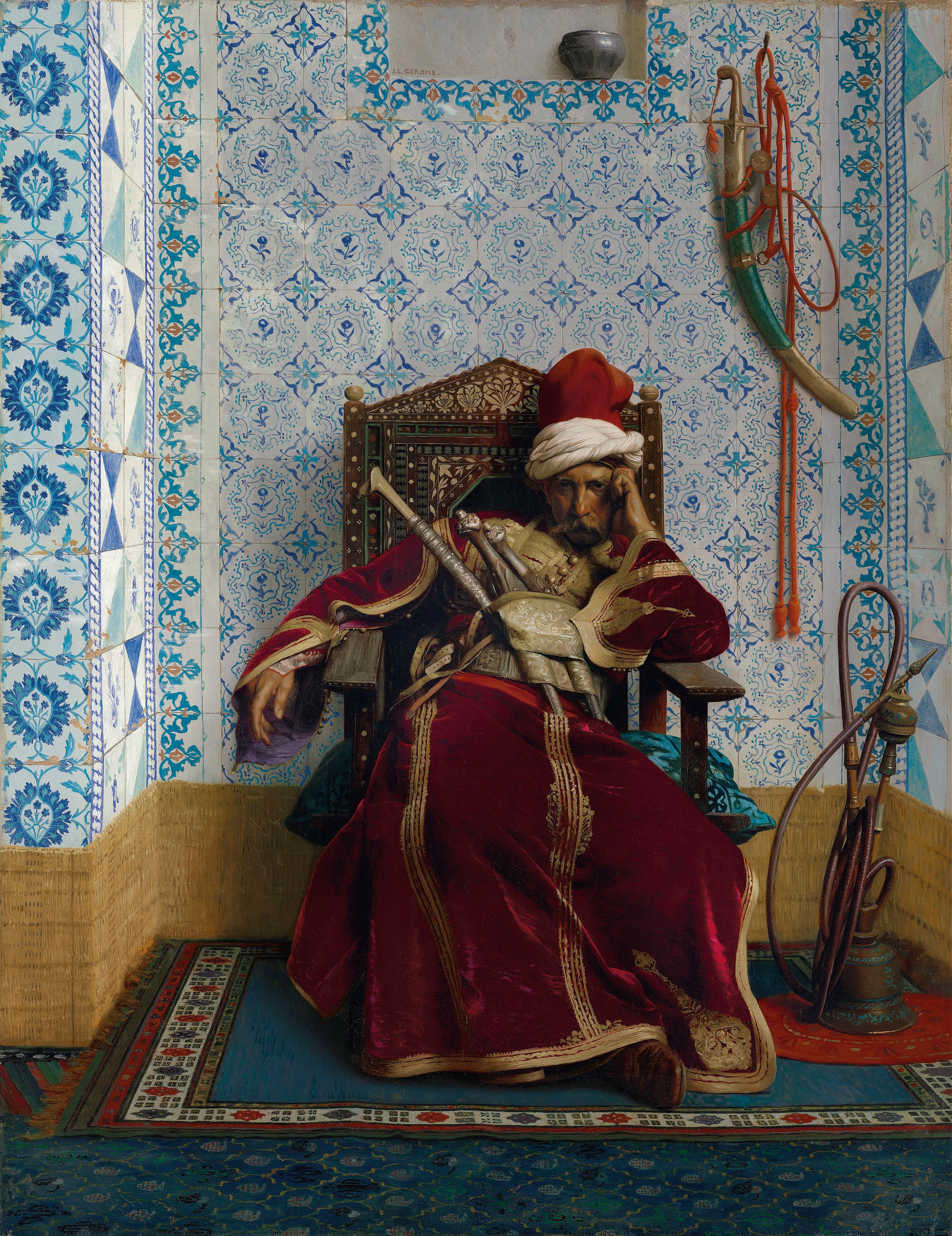
Pintura de 1874 que retrata a Markos Botsaris.
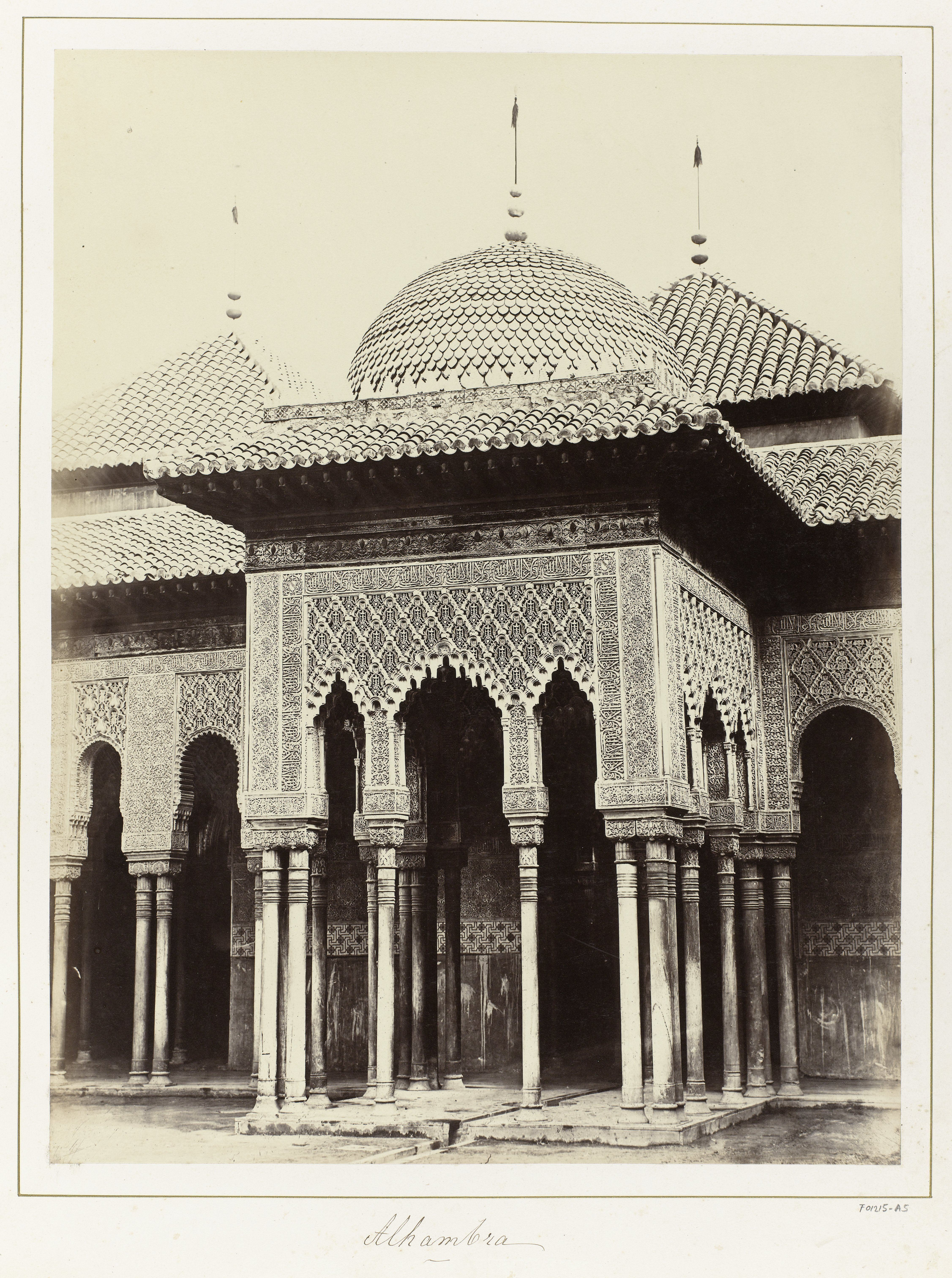
El Patio de los Leones de la Alhambra, fotografía de mediados del siglo XIX.